# Múlafjall
Múlafjall är en kulle i republiken Island. Den ligger i regionen Västfjordarna, 190 km norr om huvudstaden Reykjavík. Toppen på Múlafjall är 310 meter över havet, eller 96 meter över den omgivande terrängen. Bredden vid basen är 2,1 km.
Trakten runt Múlafjall är nära nog obefolkad, med mindre än två invånare per kvadratkilometer. Det finns inga samhällen i närheten. Trakten runt Múlafjall består i huvudsak av gräsmarker.